# Neverice
Neverice (in ungherese Néver) è un comune della Slovacchia facente parte del distretto di Zlaté Moravce, nella regione di Nitra.